# ميت مقابل دولار
ميت مقابل دولار (بالإنجليزية: Dead for a Dollar)‏ هو فيلم غرب أمريكي قادم من تأليف وإخراج والتر هيل وبطولة كريستوف فالتز،ويليم دافو ورايتشل بروسنان.

## روابط خارجية
ميت مقابل دولار على موقع IMDb (الإنجليزية)
- ميت مقابل دولار على موقع ميتاكريتيك (الإنجليزية)
- ميت مقابل دولار على موقع روتن توميتوز (الإنجليزية)
- ميت مقابل دولار على موقع ألو سيني (الفرنسية)
- ميت مقابل دولار على موقع أول موفي (الإنجليزية)
- ميت مقابل دولار على موقع فيلمافينيتي (الإسبانية)
- ميت مقابل دولار على موقع قاعدة بيانات الفيلم (الإنجليزية)
- ميت مقابل دولار على موقع ليتربوكسد (الإنجليزية)
- ميت مقابل دولار على موقع كينوبويسك (الروسية)